# Клевер пунцовый
Клевер мясо-красный, или Клевер пунцовый (лат. Trifolium incarnatum) — вид травянистых растений из рода Клевер семейства Бобовые (Fabaceae). Растение известно также под названием «итальянский клевер».
Видовой эпитет incarnatum можно перевести как «кроваво-красный».

## Ботаническое описание

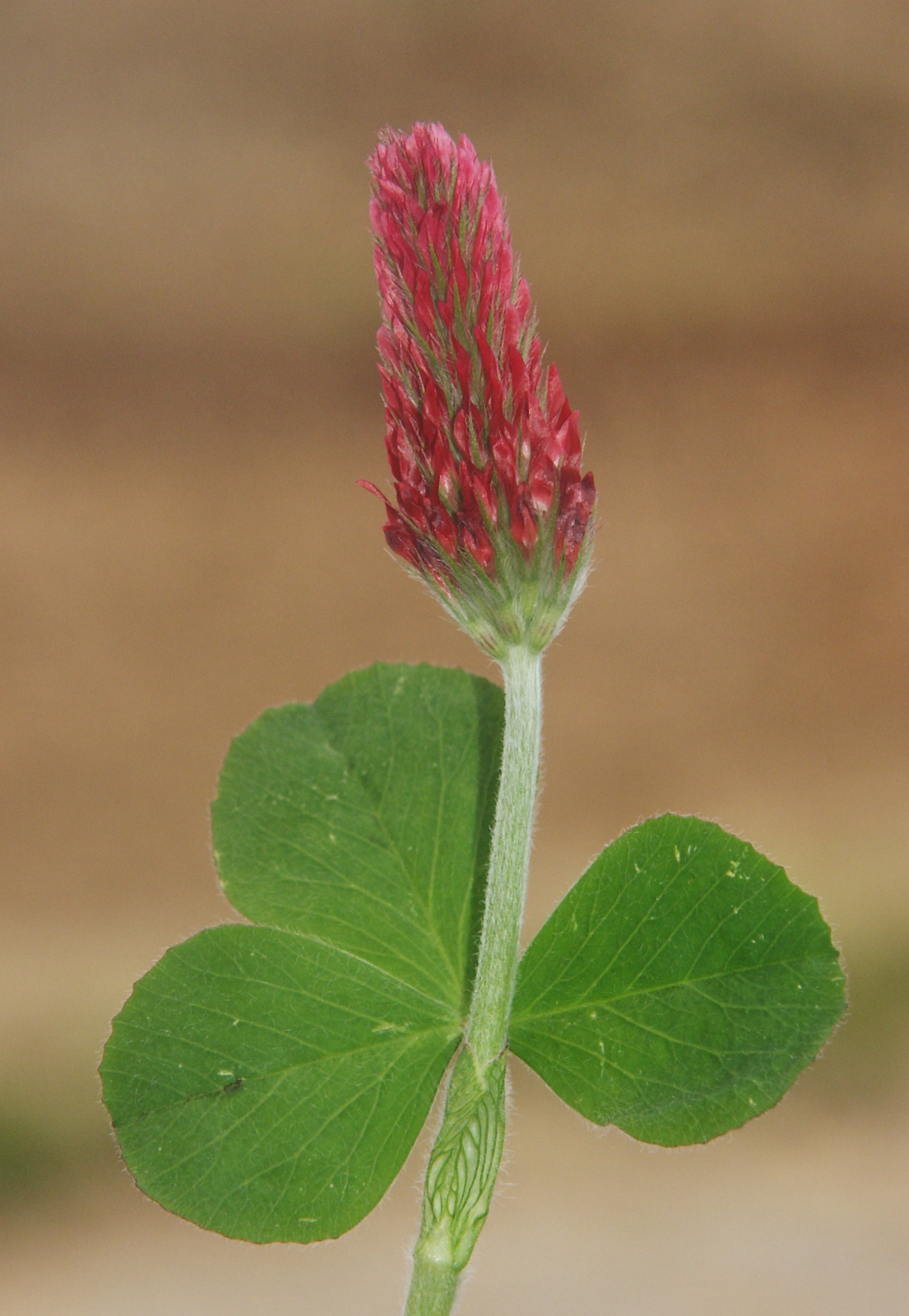

Однолетнее растение 20—50 см высотой, неветвистое или ветвистое только у основания.
Корень стержневой с многочисленными боковыми корнями.
Листья тройчатые с длинным черешком, волосистыми листочками, 8—16 мм в поперечнике, с усечённой или мочковидной вершиной.
Цветёт в течение весны и лета, цветки насыщенно красные или тёмно-красные, собраны в удлинённую головку 3—5 см высотой и 1,5 см шириной; отдельные цветки 10—13 мм длиной с пятью лепестками. Флаг каждого цветка не вертикальный, а загибается вперёд.

## Распространение и экология
Широко распространён в Европе. Обычно растёт на окраинах лесов, на лугах и обочинах дорог.
Растение теплолюбивое. В морозные и бесснежные зимы вымерзает. Предпочитает хорошо дренированные почвы. Хорошо и быстро развивается в условиях влажной весны.

## Значение и применение
Клевер мясо-красный широко выращивается как богатый белками корм для крупного рогатого скота и других домашних животных.

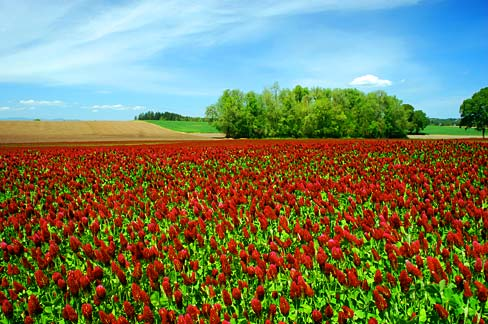
Поле клевера пунцового в Орегоне

Его сеют сразу после уборки урожая зерна из расчёта 20—22 кг/га. Считается, что клевер растёт лучше, когда семена перемешиваются с почвой бороной, чем когда его сажают после одной только вспашки. Клевер быстро всходит весной и даёт богатый урожай зелёного корма. Он пригоден также для заготовки сена. Получен может быть только один укос клевера, потому что после скашивания он не растёт снова.
Клевер мясо-красный очень ценится на юге Великобритании, но может успешно использоваться и в северных регионах.
Был завезён в США как фураж для крупного рогатого скота. Часто используется для задержки эрозии почвы; хорош как декоративное растение даже несмотря на то, что имеет тенденцию вытеснять все другие разновидности весенних и раннелетних растений, произрастающие в этой местности.
Ценный медонос, дающий пчёлам обильный взяток нектара. Мёд высокого качества.

## Фотогалерея

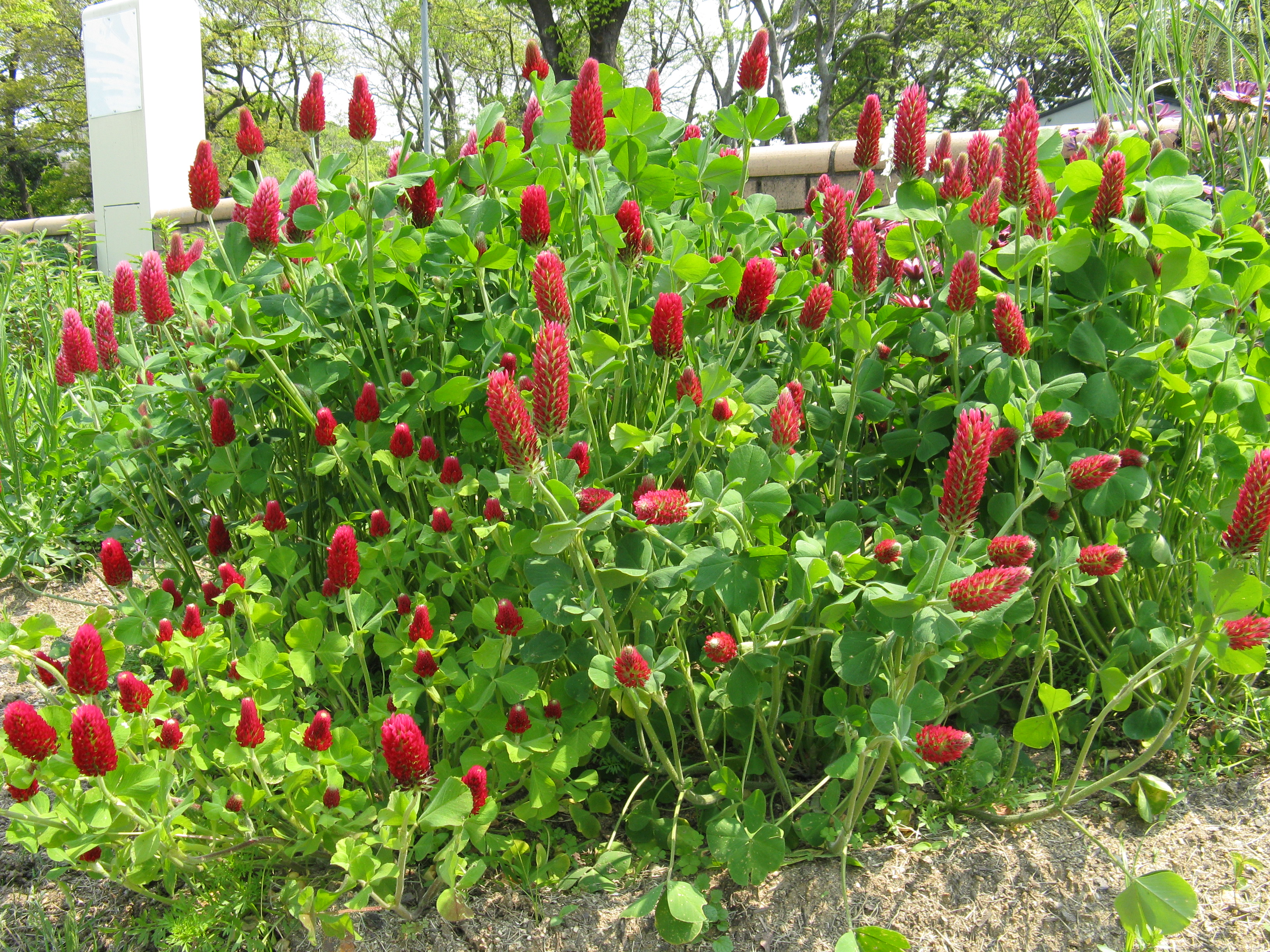
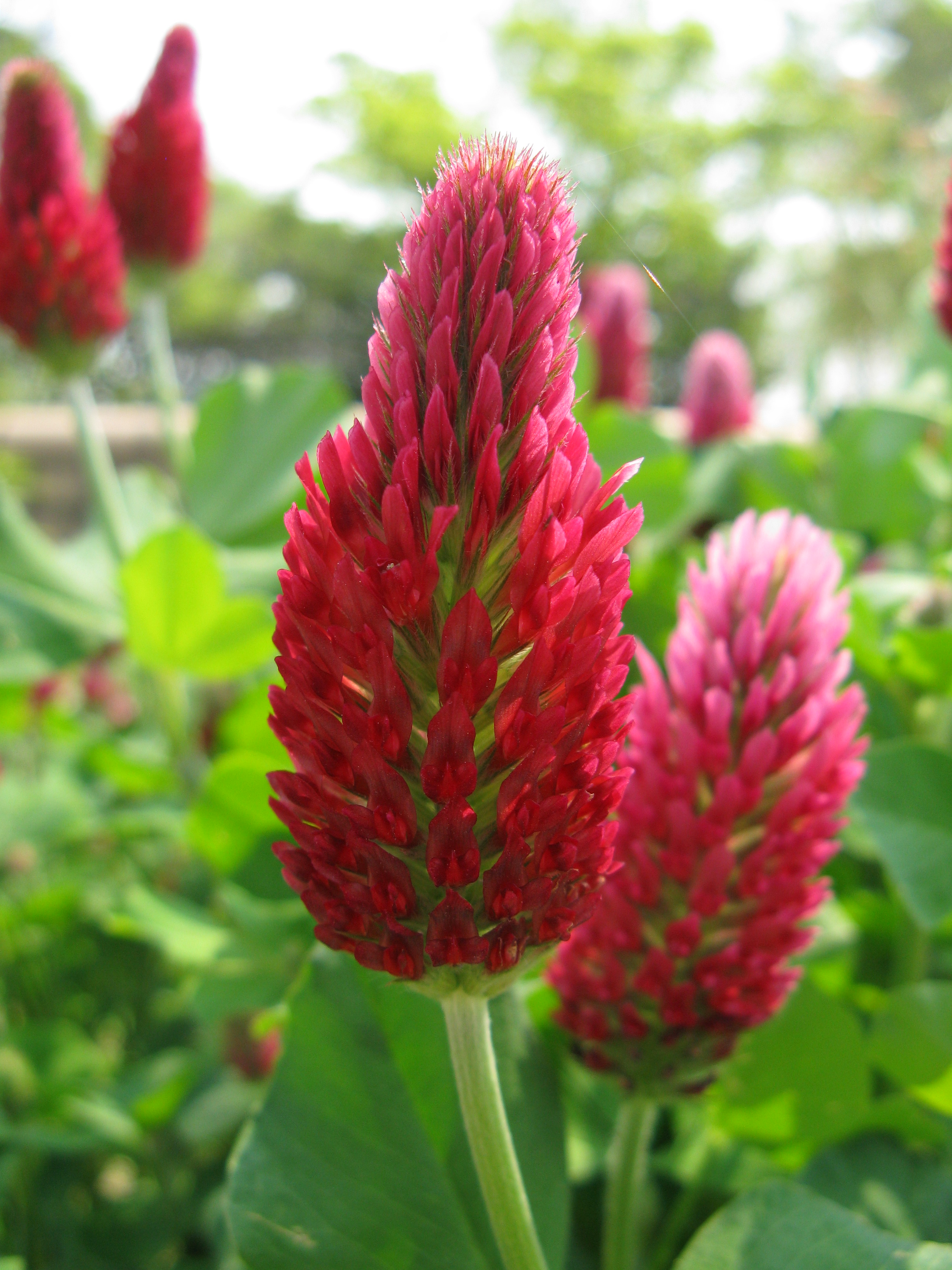
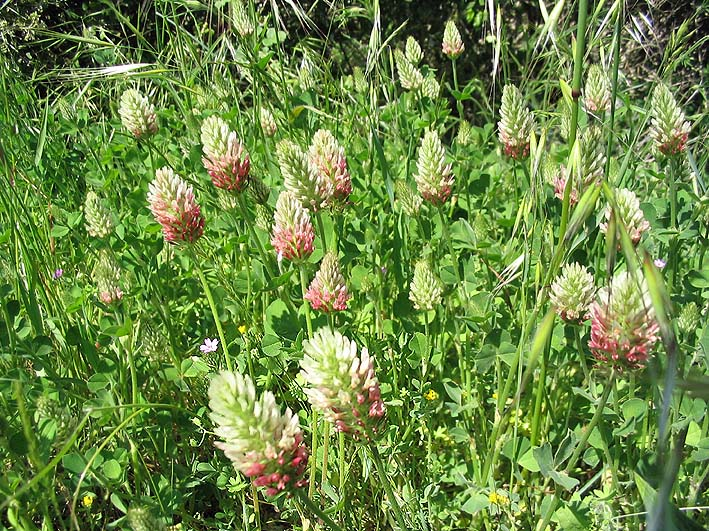
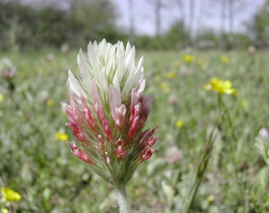